# Nagyvázsony
Nagyvázsony là một thị trấn thuộc hạt Veszprém, Hungary. Thị trấn này có diện tích 76,29 km², dân số năm 2010 là 1759 người, mật độ 23 người/km².